# Eacles imperialis
Espèce
Eacles imperialis est une espèce de lépidoptères appartenant à la famille des Saturniidae, présente en Amérique du Nord et en Amérique centrale.

## Description
L’envergure chez l’adulte va de 80 à 175 mm. Il existe une grande variation au sein de l’espèce. Les couleurs de l’adulte sont toujours principalement jaunes avec des taches rouges, brunes et violettes, mais peuvent varier notablement sur ce point. Les formes claires et sombres de cette espèce se rencontrent dans les régions nord et sud de leur aire de répartition. Celles des régions septentrionales de leur aire naturelle de répartition peuvent avoir tendance à montrer moins de marques foncées. Les larves peuvent être petites (10-15 mm de long environ) et orange avec des bandes transversales noires et de grandes épines pendant le premier stade, jusqu’à 75-100 mm de long dans le cinquième stade avec des poils longs et des épines plus courtes et des couleurs qui vont du brun foncé au bordeaux avec des taches blanches sur les spiracules et les vertes avec des taches jaunes. 

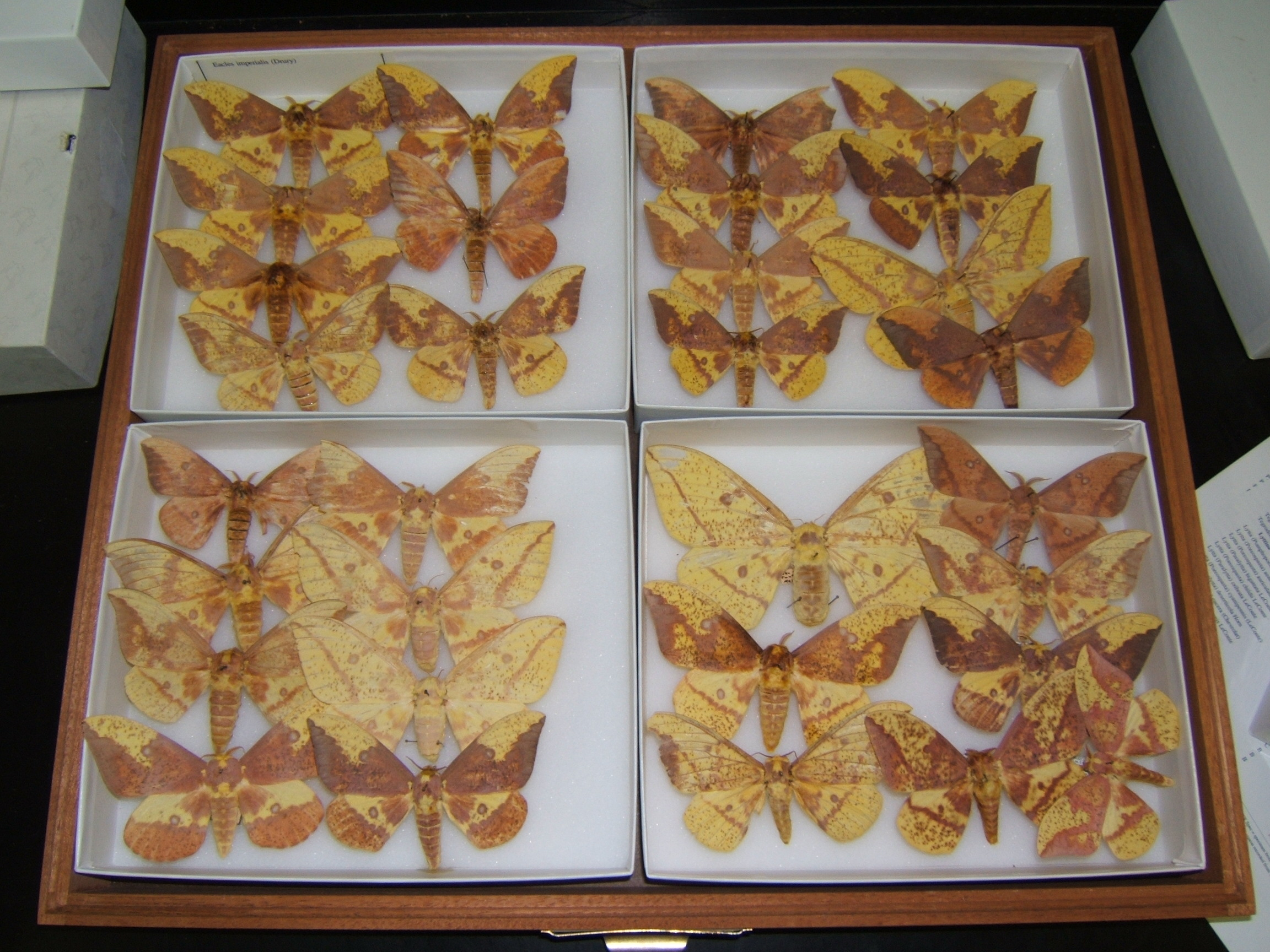
Différentes variétés de Eacles imperialis.
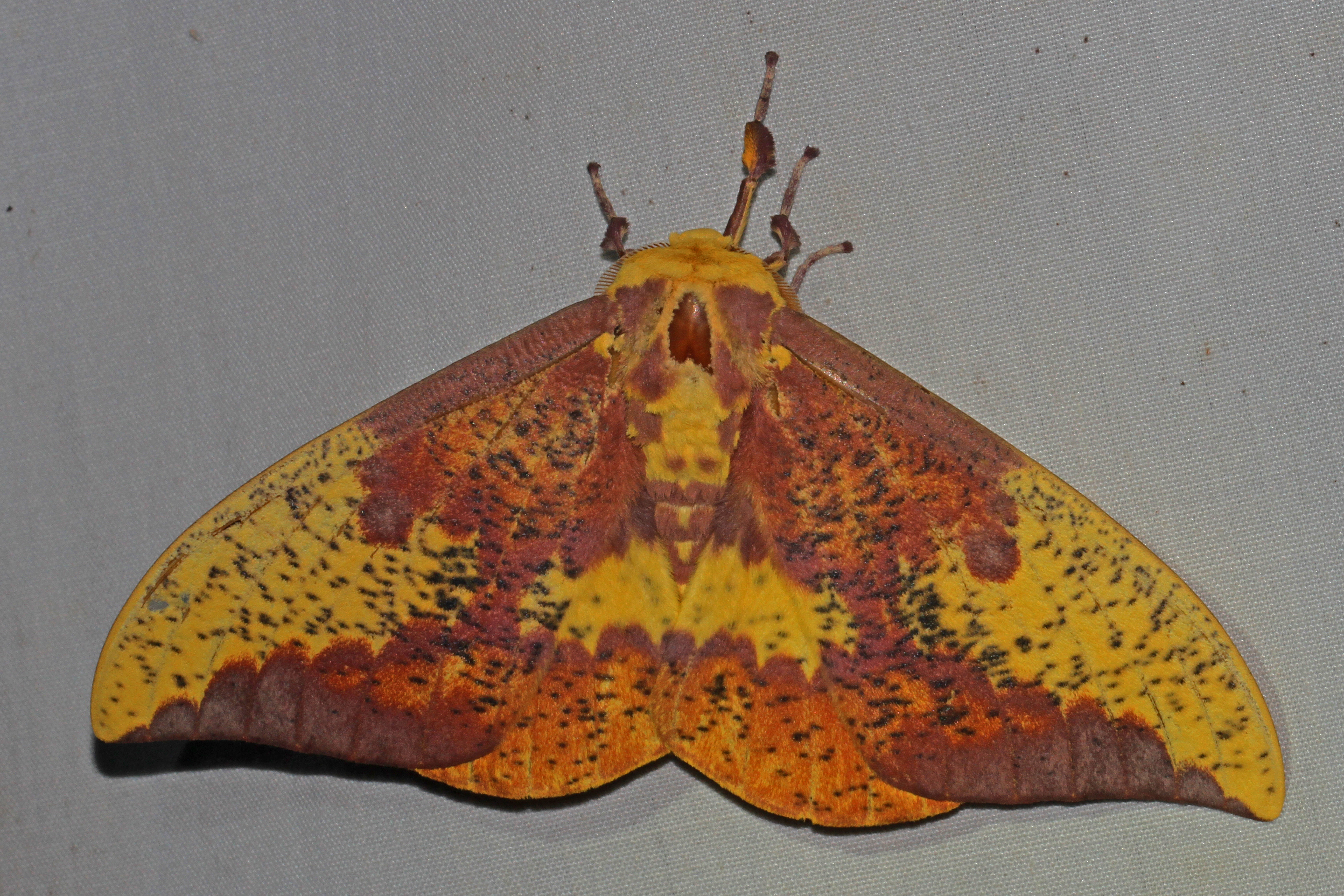
L'imperial moth a évolué pour ressembler à une feuille sèche.

## Distribution
Eacles imperialis (dans ses nombreuses morphologies régionales, sous-espèces et espèces apparentées) se rencontre depuis l’Argentine jusqu’au Canada et des montagnes Rocheuses jusqu’à la côte atlantique. Cette espèce est celle du genre Eacles dont l’habitat est le plus vaste et le plus septentrional. Historiquement on l’a répertoriée en Nouvelle-Angleterre et dans le Sud du Canada, au sud jusqu’aux Florida Keys et à l’ouest jusqu’au Nebraska. Elle est peut-être absente aujourd’hui dans le Massachusetts, à l’exception d’une population située sur l’île de Martha’s Vineyard. Les véritables limites septentrionales de son aire de répartition restent inconnues en raison d’une confusion possible avec la sous-espèce E. i. pini dans les dossiers existants. Cette sous-espèce se rencontre dans les forêts de conifères et les forêts des zones de transition à la limite nord des États de la Nouvelle-Angleterre et des Grands Lacs et au nord du Canada. Dans le sud-ouest, elle est remplacée par l’espèce E. oslari, étroitement apparentée. Au Mexique et en Amérique du Sud on rencontre d’autres sous-espèces. La sous-espèce E. i. magnifica se trouve au Brésil et dans les régions environnantes.